# Parasyrisca turkenica
Parasyrisca turkenica är en spindelart som beskrevs av Ovtsharenko, Platnick och Yuri M. Marusik 1995. Parasyrisca turkenica ingår i släktet Parasyrisca och familjen plattbuksspindlar.
Artens utbredningsområde är Turkiet. Inga underarter finns listade i Catalogue of Life.